# Джакайя Кіквете
Джакайя Кіквете (англ. Jakaya Mrisho Kikwete; нар. 7 жовтня 1950, Мсога, Багамойо, Танганьїка, нині Танзанія) — президент Танзанії з 21 грудня 2005 року. З 31 січня 2008 — голова Африканського союзу.

## Біографія
Закінчив університет Дар-ес-Саламу в 1975 як економіст. Служив в армії, пішовши у відставку в 1992 в чині підполковника.
У 1982 Кіквете був обраний до Національного Виконавчого Комітету єдиної тоді партії Чама Ча Мапіндузі, в 1997 — в Центральний Комітет. Кіквете займав посади в місцевих партійних організаціях у Занзібарі і континентальних провінціях.
7 листопада 1988 призначений депутатом парламенту і заступником міністра енергетики та корисних копалин, в 1990 — міністром водних і енергетичних ресурсів та корисних копалин.
З 1994 — міністр фінансів, розробив твердий держбюджет.
У 1995 його кандидатура розглядалася як заміна чинному президенту Алі Гасану Мвіньі, але Джуліус Ньєрере віддав перевагу виставити другим кандидатом на перших багатопартійних президентських виборах Бенджаміна Мкапу, який і переміг.
У грудні 1995 Кіквете був призначений міністром закордонних справ і міжнародного співробітництва. На цій посаді Кіквете багато чого зробив для досягнення миру в Бурунді і ДР Конго, а також для інтеграції між Кенією, Угандою і Танзанією. У 2005 Кіквете був виставлений новим кандидатом у президенти від Чама Ча Мапіндузі і переміг. Переобраний на виборах 31 жовтня 2010 року.
Як президент він активно розвиває будівництво шкіл та університету в Додомі, отримуючи гранти від міжнародного співтовариства. Крім того, він оголосив загальне тестування населення на наявність СНІДу, сам протестувавши першим. Як голові АС Кіквете вдалося вирішити політичну кризу в Кенії між президентом Мваї Кібакі і лідером опозиції Раїли Одінгой.